# غوس وليامز
غوس وليامز (بالإنجليزية: Gus Williams) هو لاعب كرة قاعدة أمريكي، ولد في 7 مايو 1888 في أوماها في الولايات المتحدة، وتوفي في 16 أبريل 1964 في سترلينغ في الولايات المتحدة.

## وصلات خارجية
- غوس وليامز على موقعبيزبول رفرنس.كوم (الدوري الرئيسي) (الإنجليزية)
- غوس وليامز على موقعبيزبول رفرنس.كوم (الدوري الثانوي) (الإنجليزية)